# Lyndsey Marshal

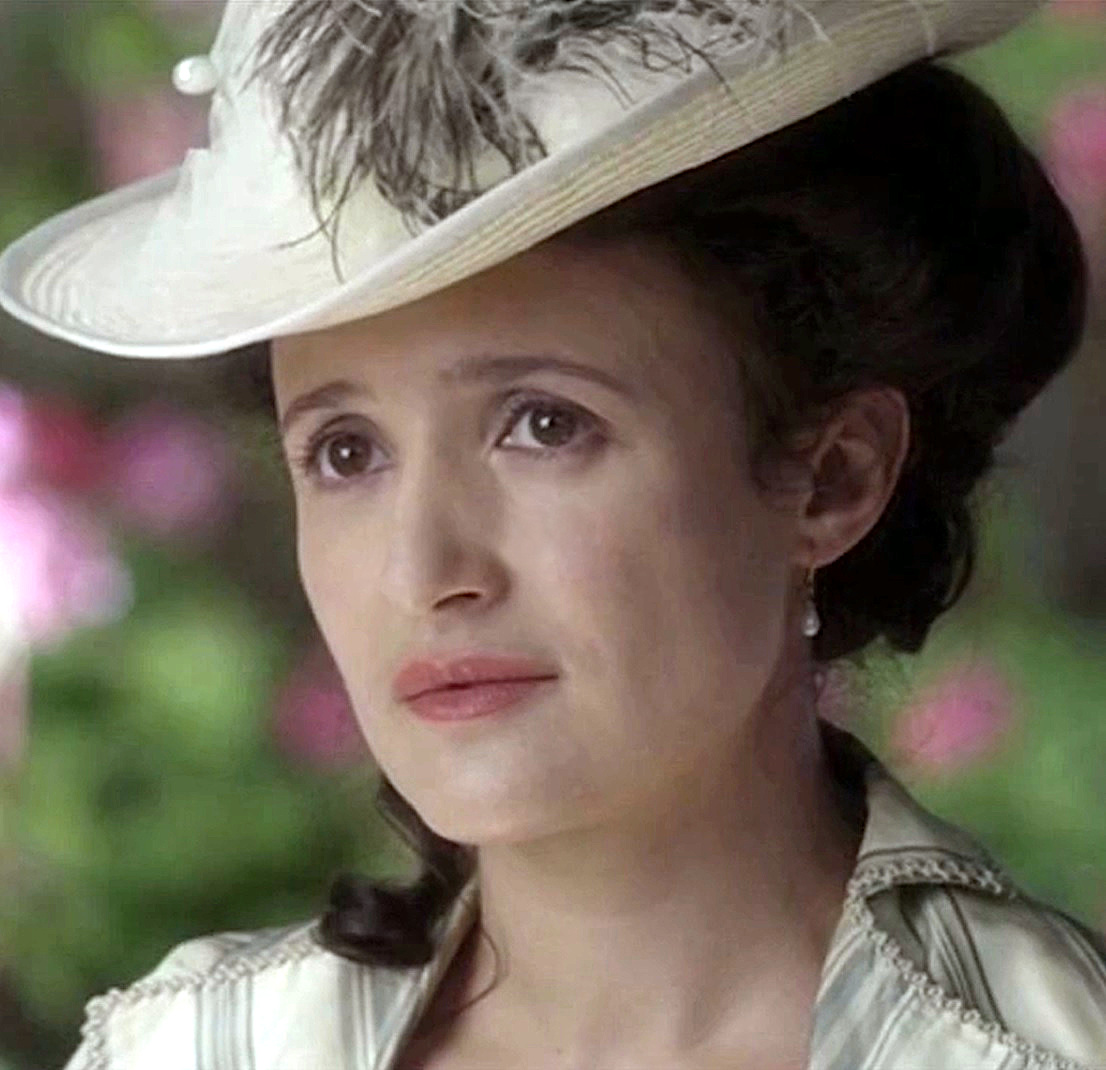
Lyndsey Marshal (2010)

Lyndsey Marshal (* 16. Juni 1978 in Manchester, England) ist eine britische Schauspielerin.

## Leben
Lyndsey Marshal wurde am 16. Juni 1978 in Manchester geboren. Sie wuchs in Old Trafford auf. Ihre Schauspielausbildung absolvierte sie auf dem Royal Welsh College of Music and Drama, die sie 2000 erfolgreich abschloss. Ihr Vater starb während ihrer Schauspielausbildung an Herzversagen. Lyndsey Marshal war zu diesem Zeitpunkt 19 Jahre alt. Nach ihrer Schauspielausbildung war Lyndsey Marshal auf Theaterbühnen in ganz Großbritannien zu sehen. Ihren ersten Fernsehauftritt hatte sie im Jahr 2000 als Natalie Pearce in der Serie Peak Practice. Es folgten mehrere Fernsehfilme und -serien. Im Jahr 2010 war sie neben Matt Damon im Kinofilm Hereafter – Das Leben danach als Jackie zu sehen.
Lyndsey Marshal wurde für ihre Performances mehrfach ausgezeichnet. 2001 erhielt sie den Jack Tinker Award als beste Newcomerin für ihre Darstellungen in Boston Marriage und Redundant. Im Jahr 2002 wurde sie als beste Nebendarstellerin, für ihre Leistung im Londoner Theaterstück Boston Marriage, für den Laurence Olivier Theatre Award nominiert. Zudem erhielt sie Nominierungen für den Ian Charleson Award und den Evening Standard Theatre Award.

## Filmografie (Auswahl)
- 2000: Peak Practice (Fernsehserie, 1 Episode)
- 2002: Churchill – The Gathering Storm (Fernsehfilm)
- 2002: Inspector Barnaby (Midsomer Murders) Fernsehserie, Staffel 5, Folge 3: Glockenschlag zum Mord (Ring Out Your Dead)
- 2002: The Hours – Von Ewigkeit zu Ewigkeit (The Hours)
- 2003: Sons & Lovers (Fernsehfilm)
- 2004: Calcium Kid (The Calcium Kid)
- 2005: Frozen
- 2005: Snuff-Movie
- 2005: Mit offenen Karten (Agatha Christie’s Poirot; Fernsehserie, Episode Cards on the Table)
- 2005: Rom (Fernsehserie, 5 Episoden)
- 2007: Sally Lockhart – Der Schatten im Norden (The Shadow in the North, Fernsehfilm)
- 2008: Kiss of Death
- 2008: 1234
- 2008: Agatha Christie’s Marple – Das Sterben in Wychwood (Murder Is Easy, Fernsehfilm)
- 2010: Being Human (Fernsehserie, 8 Episoden)
- 2010: Hereafter – Das Leben danach (Hereafter)
- 2012: Titanic (Fernsehserie, 4 Episoden)
- 2016: Das Gesetz der Familie (Trespass Against Us)
- 2016: Silent Witness (Fernsehserie, 2 Episoden)
- 2020: Dracula (Miniserie)

## Theater
| Jahr      | Titel                      | Rolle                  | Einrichtung                         | Regisseur       | Anmerkungen |
| --------- | -------------------------- | ---------------------- | ----------------------------------- | --------------- | ----------- |
| 2013      | Othello                    | Emilia                 | Olivier Theatre                     | Nicholas Hytner |             |
| 2009      | Three Days of Rain         | Nan/Lida               | Apollo Theatre                      | Lindsay Posner  |             |
| 2008      | The Pride                  | Sylvia                 | Royal Court Theatre                 | Jamie Lloyd     |             |
| 2007      | Absurdia                   | Lucienne / Uncle Ted   | Donmar Warehouse                    | Douglas Hodge   |             |
| 2007      | A Matter of Life and Death | June                   | Olivier Theatre                     | Emma Rice       |             |
| 2005–2006 | The Hypochondriac          | Toinette               | Almeida Theatre                     | Lindsay Posner  |             |
| 2005      | Blood Wedding              | Wife                   | Almeida Theatre Co                  | Rufus Norris    | Hauptrolle  |
| 2004–2005 | Sleeping Beauty            | Beauty                 | Young Vic/New Victory Theater NYC   | Rufus Norris    | Hauptrolle  |
| 2004      | The Crucible               | Mary Warren            | Sheffield Crucible                  | Anna Mackmin    |             |
| 2003      | A Midsummer Night’s Dream  | Hermia                 | Bristol Old Vic                     | David Farr      |             |
|           | Bright                     | Polly                  | Soho Theatre                        | Paul Jepson     |             |
| 2001–2002 | Redundant                  | Lucy                   | Royal Court Theatre                 | Dominic Cooke   |             |
| 2001–2002 | Boston Marriage            | Catherine              | Donmar Warehouse / West End Theatre | Phyllida Lloyd  |             |
|           | Top Girls                  | Shona / Kit / Waitress | New Vic Theatre                     | Roxanna Silbert |             |
| 2000      | Fireface                   | Olga                   | Royal Court Theatre                 | Dominic Cooke   |             |